# Bình Khê (phường)
Bình Khê là một phường thuộc tỉnh Quảng Ninh, Việt Nam.

## Địa lý
Phường Bình Khê nằm ở phía bắc thành phố Đông Triều, có vị trí địa lý:
- Phía đông giáp xã Tràng Lương
- Phía tây giáp xã An Sinh
- Phía nam giáp các phường Mạo Khê, Kim Sơn, Tràng An, Xuân Sơn
- Phía bắc giáp tỉnh Bắc Giang.

Phường Bình Khê có diện tích 56,79 km², dân số năm 2022 là 13.222 người, mật độ dân số đạt 232 người/km².

## Hành chính
Phường Bình Khê được chia thành 13 khu phố: Bắc Sơn, Bến Vuông, Dọc Mản, Đông Sơn, Đồng Đò, Ninh Bình, Phú Ninh, Quán Vuông, Tây Sơn, Trại Mới A, Trại Mới B, Trại Thông, Xuân Bình.

## Lịch sử
Trước Cách mạng tháng Tám năm 1945, xã Bình Khê gồm 3 làng: Đồng Đò, Quảng Mản, Phú Ninh thuộc tổng Mễ Sơn, huyện Đông Triều, tỉnh Hải Dương.
Ngày 15 tháng 4 năm 1946, thành lập xã Bình Khê trên cơ sở 3 làng: Đồng Đò, Quảng Mản, Phú Ninh.
Năm 1951, thành lập 8 thôn: Bò Cày, Trại Dọc, Trại Thông, Trại Mới, Bến Vuông, Quán Vuông, Đông Sơn, Cầu Sòi thuộc xã Bình Khê và xã có 11 thôn.
Năm 1962, đổi tên thôn Cầu Sòi thành thôn Xuân Bình.
Ngày 14 tháng 3 năm 1964, thành lập thôn Ninh Bình trên cơ sở một số hộ từ huyện Ninh Giang, tỉnh Hải Dương.
Năm 1981, đổi tên thôn Bò Cày thành thôn Bắc Sơn.
Ngày 20 tháng 4 năm 1984, thành lập thôn Tây Sơn.
Năm 1986, thành lập thôn Trại Mới A và thôn Trại Mới B trên cơ sở toàn bộ thôn Trại Mới.
Ngày 11 tháng 3 năm 2015, Ủy ban Thường vụ Quốc hội ban hành Nghị quyết số 891/NQ-UBTVQH13 về việc thành lập thị xã Đông Triều thuộc tỉnh Quảng Ninh. Xã Bình Khê trực thuộc thị xã Đông Triều.
Ngày 31 tháng 3 năm 2022, HĐND tỉnh Quảng Ninh ban hành Nghị quyết số 89/NQ-HĐND về việc sáp nhập thôn Trại Dọc vào thôn Dọc Mản.
Ngày 28 tháng 9 năm 2024, Ủy ban Thường vụ Quốc hội ban hành Nghị quyết số 1199/NQ-UBTVQH15 về việc sắp xếp đơn vị hành chính cấp huyện, cấp xã của tỉnh Quảng Ninh giai đoạn 2023 – 2025 (nghị quyết có hiệu lực từ ngày 1 tháng 11 năm 2024). Theo đó:
- Thành lập phường Bình Khê thuộc thị xã Đông Triều trên cơ sở toàn bộ 56,79 km² diện tích tự nhiên và quy mô dân số 13.222 người của xã Bình Khê.
- Thành lập thành phố Đông Triều thuộc tỉnh Quảng Ninh. Phường Bình Khê trực thuộc thành phố Đông Triều.

## Văn hóa
Trên địa bàn xã có chùa Hồ Thiên được bộ Văn hóa, Thể thao và Du lịch Việt Nam công nhận là Di tích lịch sử văn hoá cấp quốc gia.